# Armadillidium storkani
Armadillidium storkani là một loài chân đều trong họ Armadillidiidae. Loài này được Frankenberger miêu tả khoa học năm 1941.